# Pločnik (site)
Pločnik is een archeologische vindplaats bij het gelijknamige dorp in het district Toplica van Servië. Op de site bevond zich vanaf 5500 v.Chr. een nederzetting van 120 hectare die behoorde tot de kopertijd-Vinčacultuur, totdat deze in 4700 v.Chr. door brand werd verwoest.

## Opgravingen
De vindplaats werd voor het eerst ontdekt tijdens de aanleg van een spoorlijn in 1927, maar daarna slechts sporadisch onderzocht totdat het Prokuplje-Museum, het Nationaal Museum van Servië, in 1996 met opgravingen begon.

## Geschiedenis
De huizen hadden kachels en speciale kuilen voor afval, en de doden werden begraven op begraafplaatsen. De mensen sliepen op wollen matten en bont en maakten kleding van wol, vlas en leer. De gevonden beeldjes stellen niet alleen goden voor, maar tonen ook het dagelijks leven van de bewoners. Er werd grof aardewerk gevonden dat door kinderen lijkt te zijn gemaakt. Vrouwen werden afgebeeld in korte topjes en rokken, met sieraden om. Een thermale bron die vlak bij de nederzetting werd gevonden, zou kunnen duiden op het bestaan van de oudste geneeskrachtige bronnen van Europa.

### Metallurgie
In 2007 werd een voorlopige datering gemeld van een koperwerkplaats in Pločnik met een oven en koperen gereedschappen op 5500 v.Chr. Indien correct, zou dit betekenen dat de kopertijd in Europa 500 jaar of eerder zou kunnen zijn begonnen dan eerder werd gedacht. De geavanceerde oven en smelter waren voorzien van luchtopeningen in de vorm van aarden buizen, met honderden kleine gaatjes erin. Er was ook een schoorsteen om ervoor te zorgen dat er lucht in de oven kwam om het vuur te voeden, en dat de rook niet in de buurt van de arbeiders kwam. Koperwerkplaatsen uit latere perioden, waarvan men denkt dat ze het begin van de kopertijd aangaven, waren minder geavanceerd, hadden geen schoorstenen en de arbeiders bliezen met blaasbalgen lucht op het vuur.
In 2008 werd in Pločnik een koperen bijl gevonden die dateerde uit 5500 v.Chr. Hierdoor werd het begin van de kopertijd met 500 jaar vervroegd.
In een onderzoek dat in december 2013 werd gepubliceerd, werd melding gemaakt van de ontdekking in situ van een tinbronzen folie uit Pločnik, daterend uit c. 4650 v.Chr. Dit was het oudste tinbrons dat tot dan toe ter wereld is gevonden, en vertegenwoordigde een belangrijke technologische vooruitgang.
De ontdekking werd verder ondersteund door een heranalyse van 14 andere tinbronzen artefacten uit naburige vindplaatsen in Bulgarije en Servië die dateren van vóór 4000 v.Chr. Dit toonde aan dat het vroege tinbrons algemener was dan eerder werd gedacht, en dat het zich onafhankelijk in Europa ontwikkelde 1500 jaar vóór de eerste tinbronslegeringen in West-Azië. 
Een ander artefact dat lijkt op de Pločnik-folie is een bronzen ring uit Gomolava in Servië. Bij analyse bleek dat de ring een tingehalte van meer dan 8% had. De Pločnik-folie bevat 11,7% tin. Tinbrons met een tingehalte van meer dan 8% vereist hoge temperaturen van 500 tot 800 °C. Deze temperaturen werden toen al bereikt, en waren aanzienlijk hoger dan de temperaturen die nodig zijn voor de productie van koperen artefacten. 
Volgens de auteurs dateert de volgende generatie bronzen beelden in Servië uit het 3e millennium v.Chr. Dit betekent dat er een aanzienlijke onderbreking was, waarin deze technologie verloren lijkt te zijn gegaan. In Bulgarije werd daarentegen in het 4e millennium v.Chr. nog steeds arseenbrons geproduceerd, maar dit was met een andere technologie. Ook in Servië werd in latere tijden vooral arseenbrons vervaardigd.

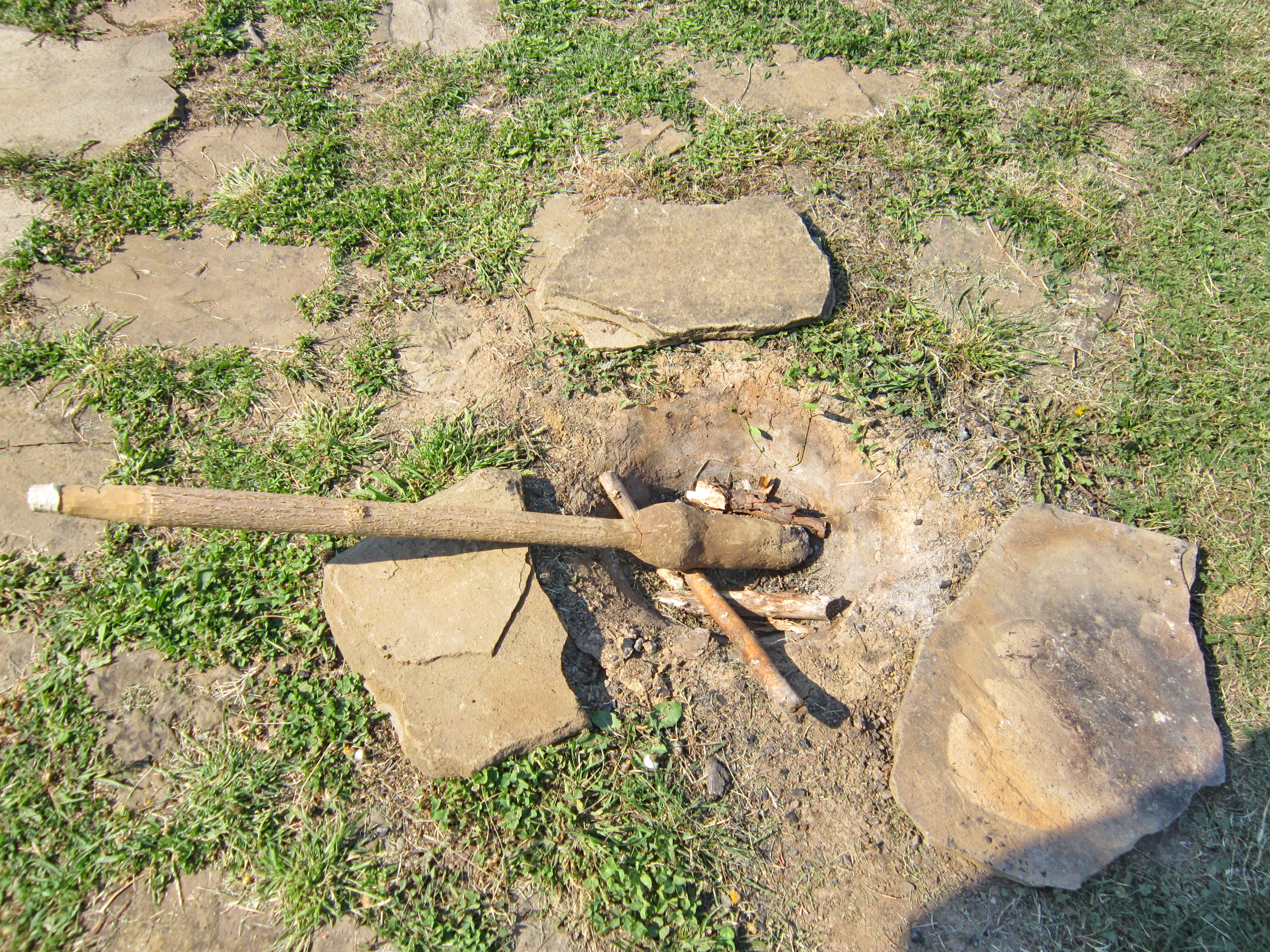
beluchtingsbuis voor smeltoven
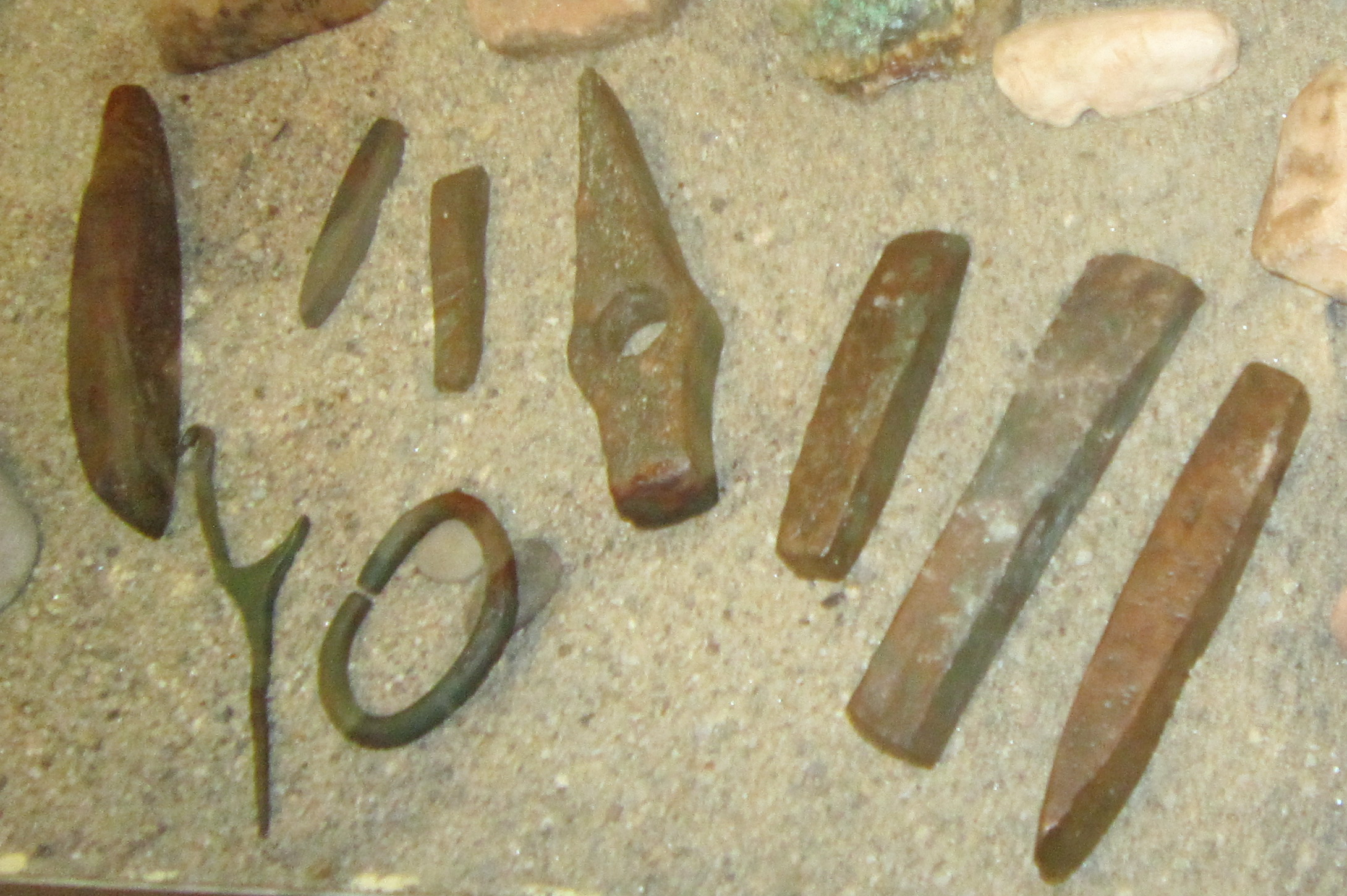
metalen artefacten
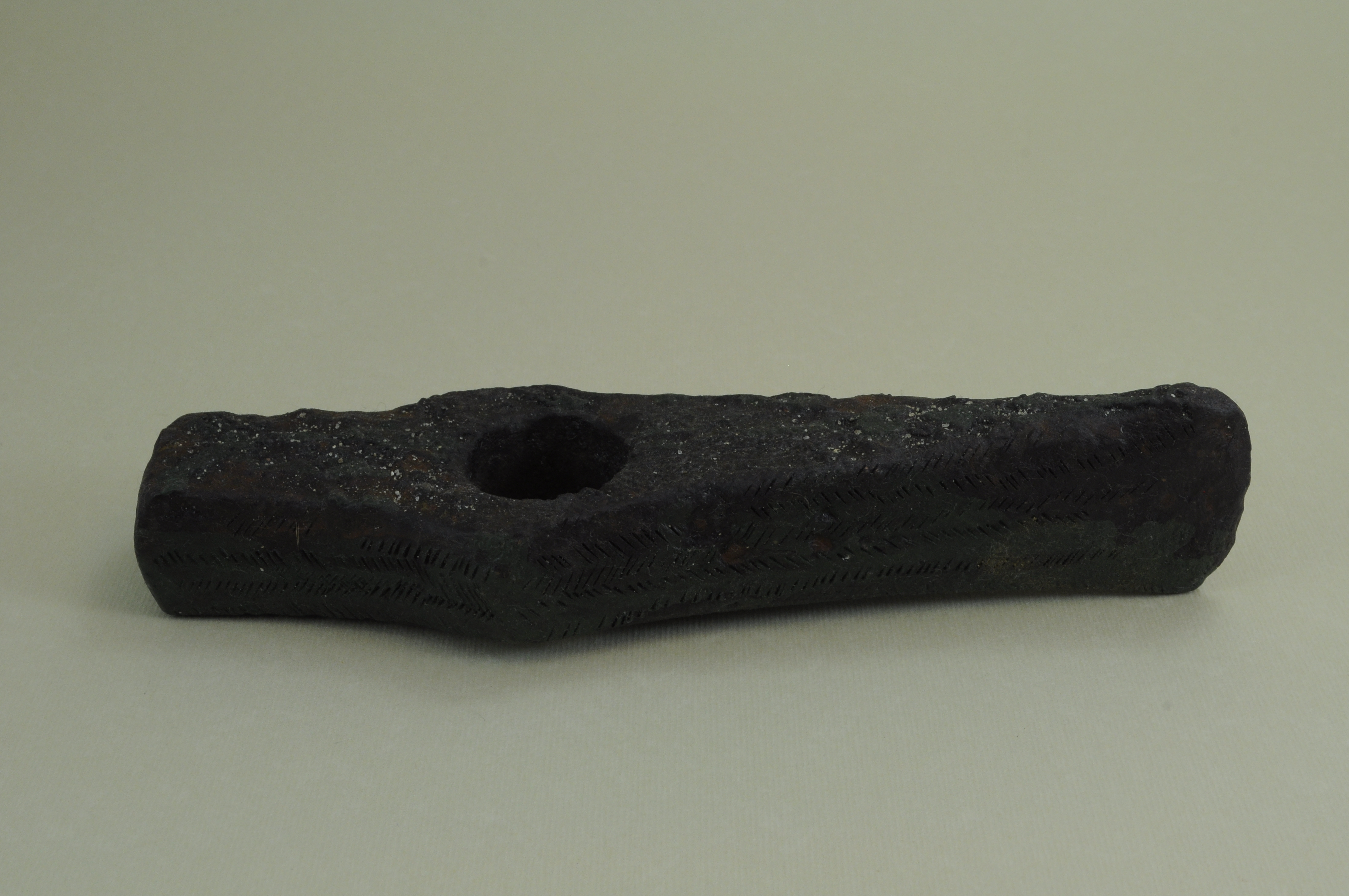
bijl
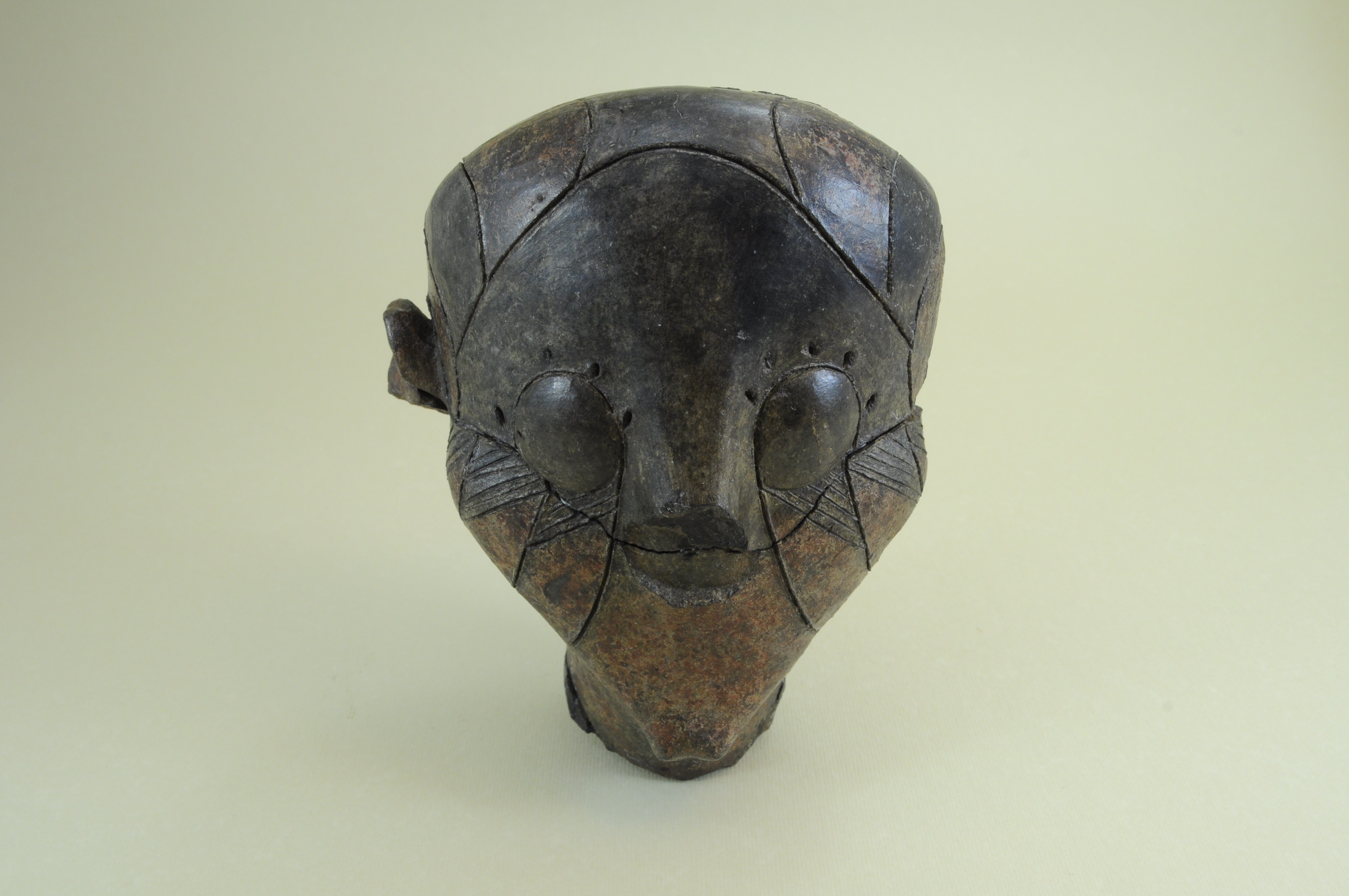